# Yellowstone (rivier)
De Yellowstone (Engels: Yellowstone River) is een belangrijke zijrivier van de Missouri en is 1114 kilometer lang. 
De Yellowstone ontspringt bij Younts Peak op 3900 meter hoogte in de staat Wyoming, vloeit dan noordwaarts langs de Rocky Mountains door Yellowstone National Park naar Montana om net op het grondgebied van North Dakota in de Missouri uit te monden. In het stroomgebied liggen veel meren waaronder het Yellowstonemeer.
Het debiet wordt bepaald door smeltwater en neerslag. In de late lente en het begin van de zomer smelt veel sneeuw in de bergen en in de lager gelegen gebieden kan in kort tijd veel neerslag vallen. In de jaren 1929-1942, 1948–1962 en 1976-1982 kampte de regio met langdurige droogte.
Diverse oliepijpleidingen doorsnijden het stroomgebied van de rivier. In juli 2011 lekte een hoeveelheid van 63.000 vaten olie weg. In januari 2015 lekte er tussen de 300 en 1200 vaten olie uit de Bridger Pipeline. De olie kwam in de rivier en de bewoners in de buurt werd afgeraden het drinkwater te gebruiken. Een week later was de waterzuiveringsinstallatie gereinigd en kon het water weer normaal gebruikt worden.

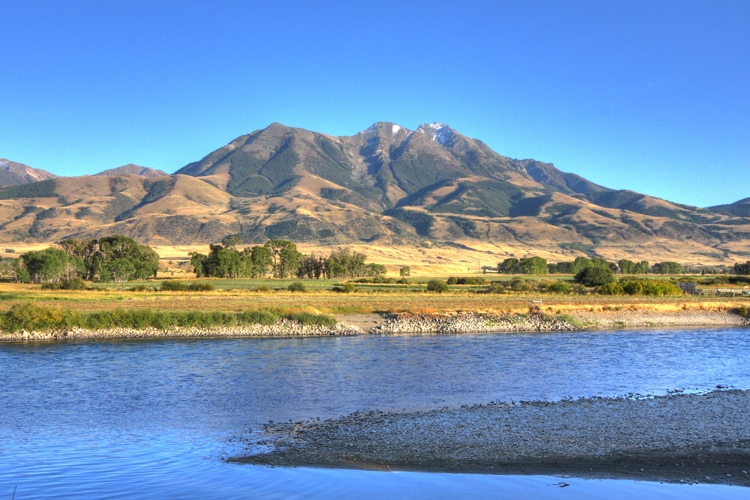
Op de voorgrond Yellowstone
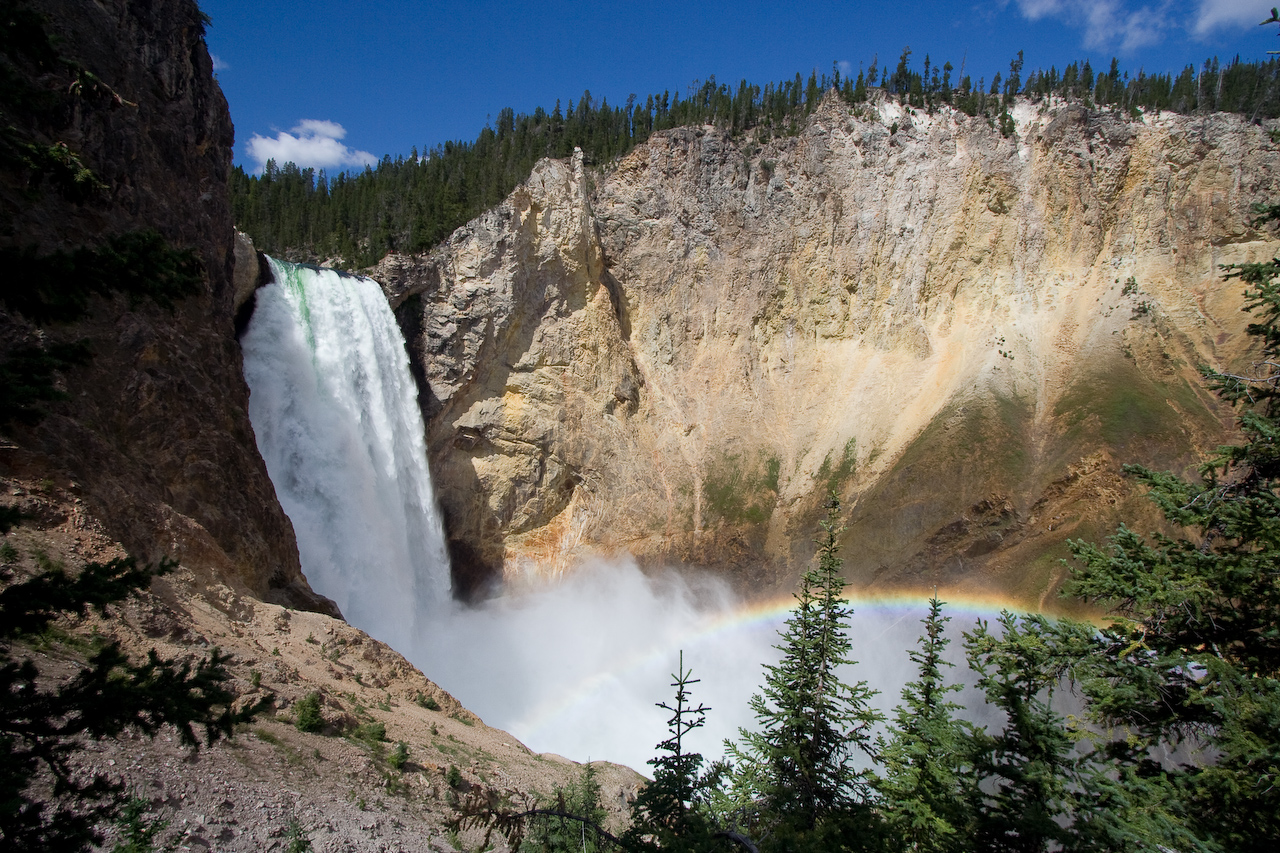
Waterval in Yellowstone

- Gemeinsame Normdatei: 4280716-5
- National Archives and Records Administration: 10046854
- Nationale Bibliotheek van Tsjechië: ge206796
- Nationale Bibliotheek van Israël: 987007551557605171
- Système universitaire de documentation: 132054787
- Virtual International Authority File: 246209323